# Wybory prezydenckie w Stanach Zjednoczonych w 1980 roku

Mapa wyborcza Stanów Zjednoczonych w 1980 roku. Liczba na mapie określa liczbę przedstawicieli stanu w Kolegium Elektorów

Wybory prezydenckie w Stanach Zjednoczonych w 1980 roku – czterdzieste dziewiąte wybory prezydenckie w historii Stanów Zjednoczonych. Na urząd prezydenta wybrano Ronalda Reagana, a wiceprezydentem został George H.W. Bush.

## Kampania wyborcza
Wybory prezydenckie w 1980 roku odbywały się w cieniu radzieckiej interwencji w Afganistanie, która zogniskowała uwagę opinii publicznej na osobie urzędującego prezydenta.
Jimmy Carter, pomimo swojej niepopularności, zgłosił akces do reelekcji w listopadzie 1979 roku. Jednakże w Partii Demokratycznej pojawił się silny kontrkandydat – Ted Kennedy, brat Johna, który atakował Cartera za nieudolność w kwestiach inflacji i bezrobocia. Ponadto do nominacji pretendował także Pat Brown Urzędujący prezydent wygrał prawybory w Vermont, Georgii, Alabamie, Florydzie i Illinois. Pomimo zwycięstw Cartera w Wisconsin i Luizjanie, Kennedy nadal walczył o nominację prezydencką. Po zakończeniu wszystkich prawyborów, w czerwcu 1980 roku, prezydent miał wystarczającą większość do uzyskania nominacji partii. Sierpniowa konwencja wyborcza demokratów odbyła się w Nowym Jorku, gdzie delegaci oficjalnie udzielili poparcia prezydentowi. Carter postanowił nie brać aktywnego udziału w kampanii, ze względu na trwający kryzys w ambasadzie USA w Teheranie. Postulował redukcję budżetu federalnego i ograniczenie kredytów by walczyć z inflacją, a także szukał źródeł energii alternatywnych dla ropy sprowadzanej z Bliskiego Wschodu. W Partii Republikańskiej było kilku pretendentów do nominacji prezydenckiej: Ronald Reagan, George H.W. Bush, John B. Anderson, Gerald Ford, Howard Baker, John Connally i Phil Crane. Reagan zwyciężył w prawyborach w New Hampshire, Karolinie Południowej, Alabamie, Georgii i Florydzie, po czym Ford wycofał się z wyścigu o nominację. Reagan wygrał także kolejne prawybory w Kansas, Teksasie, Nebrasce i Maryland. W maju 1980 Bush także zrezygnował, podkreślając że celem nadrzędnym republikanów jest pokonanie Cartera. Na lipcowej konwencji partii w Detroit, Reagan oficjalnie uzyskał nominację. Początkowo zaproponował wiceprezydenturę Geraldowi Fordowi, jednak ten postawił warunek zwiększenia władzy drugiej osoby w państwie, na co nie zgodził się Reagan. Wobec tego, nominację wiceprezydencką otrzymał Bush. Konserwatywny kandydat republikanów deklarował w programie konstytucyjny zakaz aborcji, równość praw bez względu na płeć i przywrócenie kary śmierci. Dodatkowo chciał zwiększenia produkcji energii jądrowej, obniżenie podatków o 30% w ciągu trzech lat oraz ograniczenie władzy federalnej.
Po porażce w prawyborach John Anderson postanowił wystartować jako kandydat bezpartyjny. Obiecywał w kampanii zrównoważenie budżetu i ograniczenie wydatków oraz poparcie dla ustaw o równości praw kobiet i homoseksualistów.
Kandydatem Partii Libertariańskiej został Edward Clark.

## Kandydaci

### Bezpartyjny

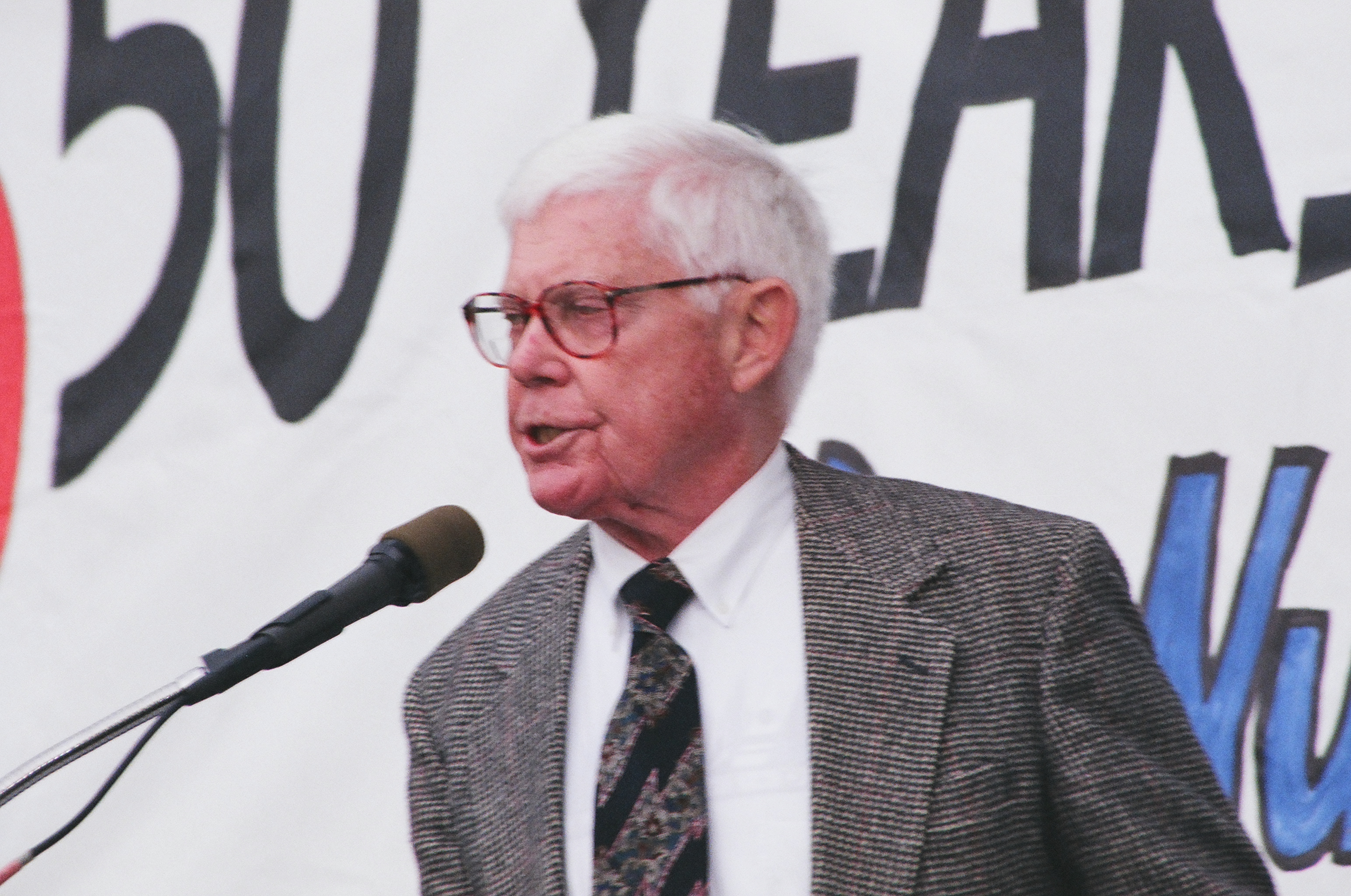
John Anderson

### Partia Demokratyczna

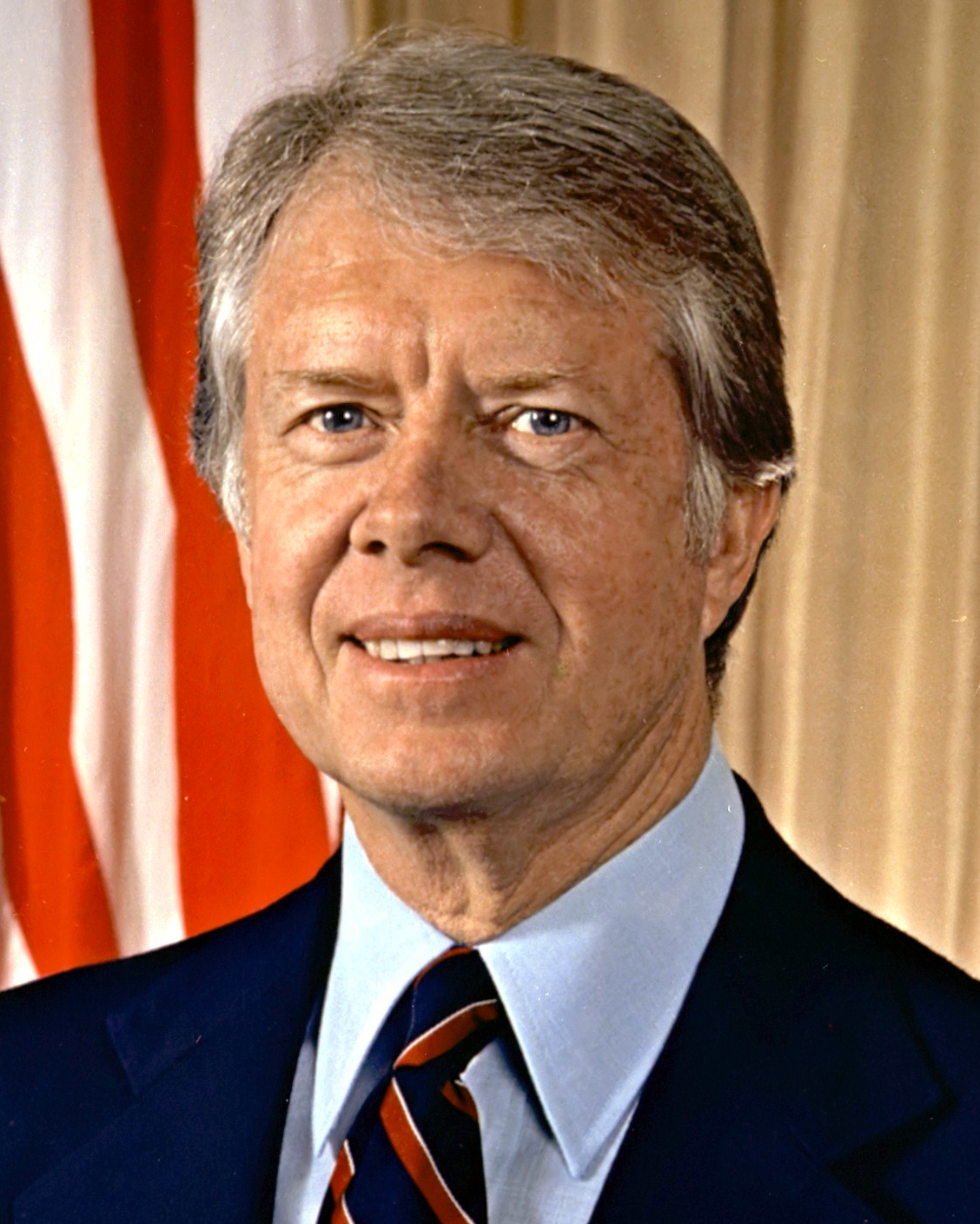
Jimmy Carter
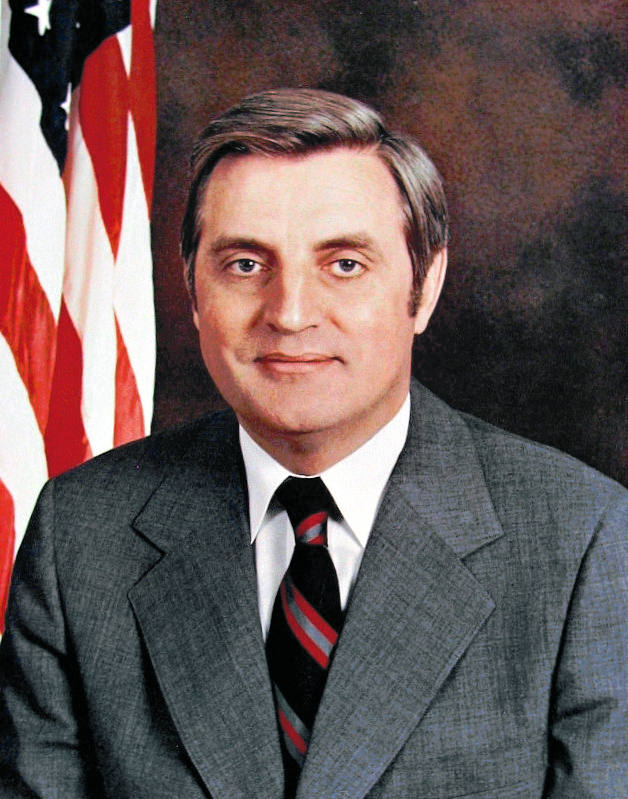
Walter Mondale

### Partia Republikańska

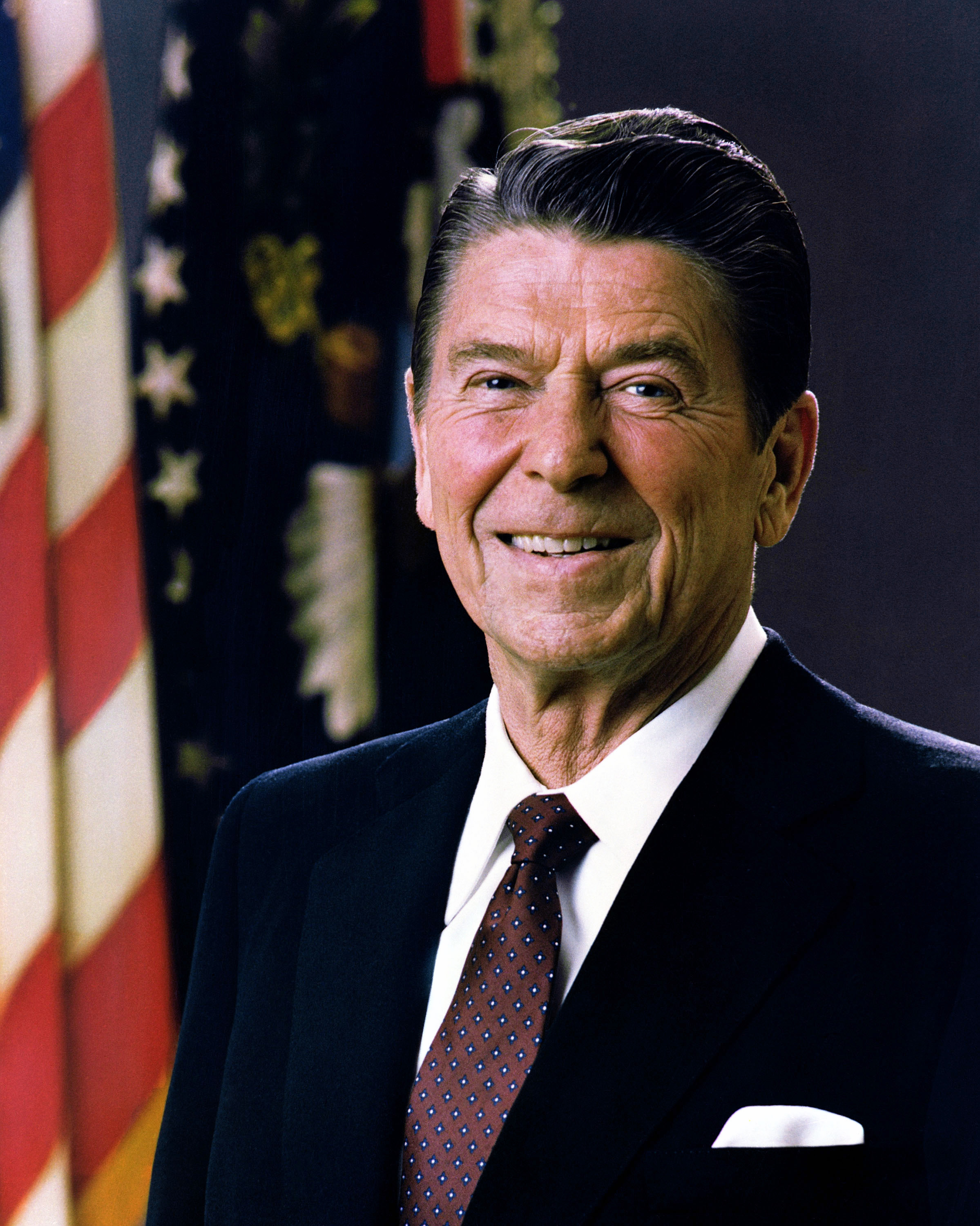
Ronald Reagan
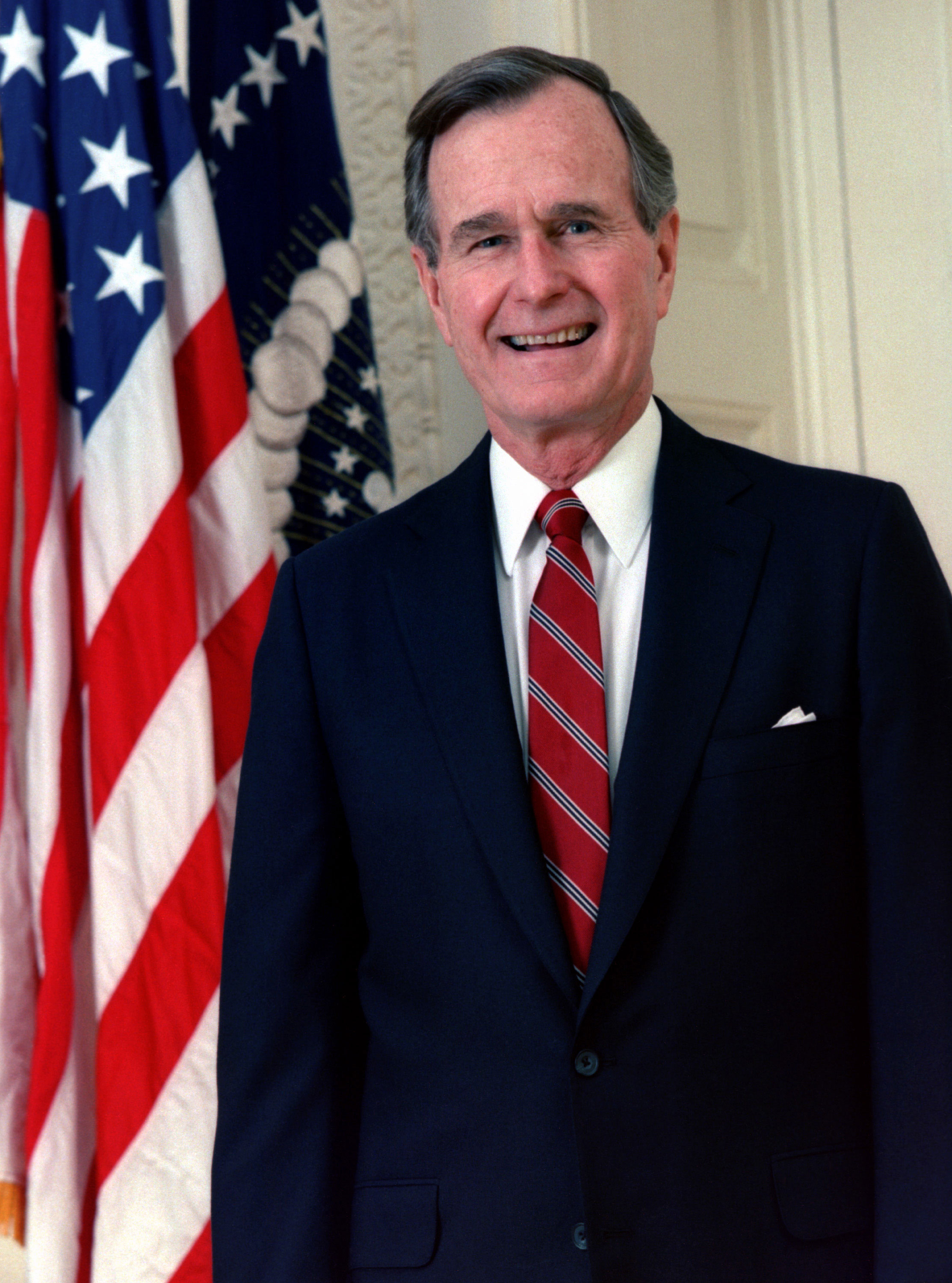
George H. Bush

## Wyniki głosowania
Głosowanie powszechne odbyło się 4 listopada 1980. Reagan uzyskał 50,8% poparcia, wobec 41% dla Cartera, 6,6% dla Johna Andersona i 1,1% dla Edwarda Clarka. Ponadto, niecałe 460 000 głosów oddano na niezależnych elektorów, głosujących na innych kandydatów. Frekwencja wyniosła 52,8%. W głosowaniu Kolegium Elektorów Reagan uzyskał 489 głosów, przy wymaganej większości 270 głosów. Na Cartera zagłosowało 49 elektorów. W głosowaniu wiceprezydenckim zwyciężył Bush, uzyskując 489 głosów, wobec 49 dla Mondale’a.
Ronald Reagan został zaprzysiężony 20 stycznia 1981 roku.
| Kandydat na prezydenta | Partia                | Głosowanie powszechne | Głosowanie powszechne | Kolegium Elektorów |
| Kandydat na prezydenta | Partia                | Głosy                 | Procent               | Kolegium Elektorów |
| ---------------------- | --------------------- | --------------------- | --------------------- | ------------------ |
| Ronald Reagan          | Partia Republikańska  | 43 904 153            | 50,8%                 | 489                |
| Jimmy Carter           | Partia Demokratyczna  | 35 483 883            | 41%                   | 49                 |
| John B. Anderson       | bezpartyjny           | 5 720 060             | 6,6%                  | 0                  |
| Edward Clark           | Partia Libertariańska | 921 299               | 1,1%                  | 0                  |
| Łącznie                | Łącznie               | Łącznie               | Łącznie               | 538                |

| Kandydat na wiceprezydenta | Partia               | Kolegium Elektorów |
| -------------------------- | -------------------- | ------------------ |
| George H.W. Bush           | Partia Republikańska | 489                |
| Walter Mondale             | Partia Demokratyczna | 49                 |
| Łącznie                    | Łącznie              | 538                |